# 순천시 갑
순천시 갑은 대한민국의 옛 국회의원 선거구이다. 당시 전라남도 순천시의 일부 지역을 관할했다.

## 역사
1995년 1월, 순천시와 승주군이 통합되면서 통합 순천시가 신설되었다. 이에 제15대 국회의원 선거를 앞두고 통합 순천시의 일부 지역을 관할하는 선거구로 신설되었다.
제16대 국회의원 선거를 앞두고 순천시 갑, 을 선거구가 통합되면서 순천시 단독 선거구를 이루게 됨에 따라 폐지되었다.

## 역대 국회의원
| 선거   | 정당 | 정당           | 의원   |
| ------ | ---- | -------------- | ------ |
| 1996년 |      | 새정치국민회의 | 김경재 |

## 역대 선거 결과

### 대한민국 제15대 국회의원 선거
|  | 90.82% |

|  | 9.17% |